# Instytut Dzieł Religijnych
Instytut Dzieł Religijnych (wł. Istituto per le Opere di Religione, IOR) – watykańska instytucja finansowa. Nazywany jest Bankiem Watykańskim, ale nie pełni roli banku centralnego, choć często błędnie jest mu ta funkcja przypisywana.

## Władze
Od 9 lipca 2014 r. prezesem Instytutu Dzieł Religijnych jest francuski finansista Jean-Baptiste de Franssu. Jego poprzednikiem od 2013 był Ernst von Freyberg.
Zarząd instytutu stanowi pięcioosobowa komisja kardynalska, powoływana dekretem papieskim na okres 5 lat. Aktualnie jej członkami są:
- Christoph Schönborn
- Thomas Collins
- Santos Abril y Castelló
- Pietro Parolin
- Josip Bozanić

Od 2013 prałatem Instytutu jest Battista Ricca.

## Kontrowersje
Instytut był związany z kilkoma skandalami polityczno-finansowymi z lat 80.; w ostatnich latach jest także inwigilowany przez włoskie władze prowadzące sprawę na temat prania pieniędzy. 24 czerwca 2013 powołana została przez papieża Franciszka pięcioosobowa komisja, pod kierownictwem kard. Raffaele Fariny, do zbadania działalności tej instytucji.

## Bilans
W październiku 2013 Instytut Dzieł Religijnych opublikował raport na temat swojego stanu finansowego. Wynika z niego to, że w 2012 Instytut odnotował zysk w wysokości 86 600 000 euro. 54 700 000 euro z tej kwoty zostało przeznaczone na dofinansowanie Stolicy Apostolskiej.